# 도우위
도우위(DouYu, 중국어: 斗鱼; 병음: Dòuyú)는 중국 비디오 라이브 스트리밍 서비스이다. 이 사이트는 2019년 월간 활성 사용자가 1억 6,360만 명으로 중국에서 가장 큰 사이트로, 트위치의 월간 활성 사용자 1억 4,000만 명보다 많다. 2019년 7월 도우위 인터내셔널 홀딩스(DouYu International Holdings Ltd)는 미국 기업공개(IPO)를 통해 2,100만 달러를 모금했으며 주식 기호 DOYU로 뉴욕증권거래소(나스닥)에 상장했다. 2019년 월스트리트에서 중국 기업 중 가장 큰 IPO였다.
2018년 도우위는 2,100만 달러의 광고 수익을 올렸다. 텐센트는 주식의 약 21%를 보유하고 있다.

## 같이 보기
- 치지직
- 트위치